# The ジブリ set
『the ジブリ set』（ザ・ジブリ・セット）は、日本のミュージシャンDAISHI DANCEの4作目のアルバムである。2008年11月26日発売。発売元はURBAN SOUND PROJECT。

## 概要
スタジオジブリ作品の音楽をクラブリミックス。

## 収録曲
1. 天空の城ラピュタ:君をのせて feat. 麻衣 (6:04)
作詞：宮崎駿、訳詞：Arvin Homa Aya、作曲：久石譲、編曲：DAISHI DANCE/Tomoharu Moriya
2. 千と千尋の神隠し:あの夏へ (6:32)
作曲：久石譲、編曲：DAISHI DANCE/Tomoharu Moriya
3. となりのトトロ:風のとおり道 (5:49)
作曲：久石譲、編曲：DAISHI DANCE/Tomoharu Moriya
4. おもひでぽろぽろ:The Rose feat. Lori Fine (COLDFEET) (6:23)
作詞・作曲：Amanda Mc Brown、編曲：DAISHI DANCE/Tomoharu Moriya
5. 魔女の宅急便:海の見える街 (4:34)
作曲：久石譲、編曲：DAISHI DANCE/Tomoharu Moriya
6. ハウルの動く城:人生のメリーゴーランド (5:44)
作曲：久石譲、編曲：DAISHI DANCE/Tomoharu Moriya
7. 風の谷のナウシカ:ナウシカ・レクイエム (1:09)
作曲：久石譲、編曲：DAISHI DANCE/Tomoharu Moriya
8. 風の谷のナウシカ:風の伝説 (5:47) 
作曲：久石譲、編曲：DAISHI DANCE/Tomoharu Moriya
9. もののけ姫:もののけ姫 (5:17)
作曲：久石譲、編曲：DAISHI DANCE/Tomoharu Moriya
10. 千と千尋の神隠し:いつも何度でも feat.Chieko Kinbara (5:10)
作曲：久石譲、編曲：DAISHI DANCE/Tomoharu Moriya
11. 耳をすませば:Take Me Home Country Roads feat. arvin homa aya (6:03)
作詞：arvin homa aya/Bill Daniff/Taffy Nivert/John Denver、作曲：Tafy Nivert/John Denver、編曲：DAISHI DANCE/arvin homa aya
12. となりのトトロ:となりのトトロ (5:13)
作曲：久石譲、編曲：DAISHI DANCE/Tomoharu Moriya